# 정순원 (배우)
정순원(1987년 1월 27일~)은 대한민국의 배우이다.

## 학력
- 2002년~2005년 계원예술고등학교 연극영화과
- 2005년~2012년 서울예술대학교 방송연예과

## 출연

### 드라마
- 2011년 MBC 《넌 내게 반했어》
- 2016년 tvN 《피리부는 사나이》 - 납치 노동자 역
- 2016년 MBC 《몬스터》 - 오진철(차동수) 역
- 2016년 tvN 《안투라지》
- 2016년 SBS 《낭만닥터 김사부》
- 2017년 OCN 《터널》
- 2017년 KBS2 《쌈 마이웨이》 - 한두호 역
- 2017년 OCN 《듀얼》 - 조작 사건 피해자 역(특별 출연)
- 2017년 SBS 《다시 만난 세계》
- 2018년 KBS2 《러블리 호러블리》 - 충열 역
- 2018년 tvN 《빅 포레스트》 - 추심수 역
- 2019년 SBS 《해치》 - 주영한 역
- 2019년 OCN 《왓쳐》 - 정한욱 역
- 2019년 SBS 《닥터 탐정》 - 정 팀장 역
- 2019년 JTBC 《멜로가 체질》 - 드라마 감독 역
- 2020년 JTBC 《모범형사》 - 지만구 역
- 2021년 tvN 《빈센조》 - 김현섭 역(특별 출연)
- 2021년 KBS2 《대박부동산》 - 양우진 역
- 2021년 tvN 《유미의 세포들》 - 남 과장 역
- 2021년 tvN 《어사와 조이》 - 차말종 역
- 2021년 Netflix 《고요의 바다》 - 수찬 역
- 2022년 SBS 《악의 마음을 읽는 자들》 - 남일영 역
- 2022년 JTBC 《모범형사 2》 - 지만구 역
- 2022년 tvN 《슈룹》 - 도적패의 부두령 역
- 2022년 SBS 《트롤리》 - 고민석 역
- 2023년 ENA 《유괴의 날》 - 채정만 역
- 2023년 SBS 《마이데몬》 - 들개파 보스 넘버투 역
- 2024년 SBS 《커넥션》 - 허주송 역
- 2024년 JTBC 《정숙한 세일즈》
- 2025년 tvN 《언젠가는 슬기로울 전공의생활》 - 구승원 역
- 2025년 SBS 《트라이 : 우리는 기적이 된다》 - 방흥남 역

### 영화
- 2011년 《혜화,동》 - 주차요원 2 역
- 2014년 《ㅈㄱㅇㄴ》(단편)
- 2014년 《그댄 나의 뱀파이어》
- 2016년 《남과 여》 - 한 실장 역
- 2016년 《혼숨》 - 경진 역
- 2017년 《어느날》 - 범진 역
- 2017년 《부라더》 - 고 팀장 역
- 2017년 《신과함께: 죄와 벌》 - 초소 사병 1 역
- 2017년 《1987》 - 백골단 2 역
- 2020년 《메소드연기》(단편) - 정 감독 역
- 2021년 《스프링 송》 - 정순원 역
- 2022년 《아이를 위한 아이》 - 배달 사장 역
- 2024년 《아마존 활명수》 - 양궁 캐스터 역

### 공연

#### 연극
- 2009년 《쉬어매드니스》 - 조영민 역
- 2012년 《셰익스피어 이야기》 - 드미트리어스 역
- 2013년 《모범생들》 - 박수환 역
- 2014년 《바람난 삼대》 - 할아버지/아버지/아들 역
- 2014년 《도둑맞은 책》 - 조영락 역
- 2015년 《뜨거운 여름》 - 진안 역
- 2016년 《올모스트 메인》 - 렌달 역
- 2016년 《보이스 오브 밀레니엄》 - 지훈 역
- 2017년 《신인류의 백분 토론》 - 나대수 역
- 2017년 《밀레니엄 소년단》 - 지훈 역
- 2019년 《뜨거운 여름》 - 재희 역

#### 뮤지컬
- 2006년 《천상시계》
- 2008년 《마인》
- 2012년 《겨울환상곡》 - 고병준 역
- 2012년 《파리의 연인》 - 강건 역
- 2012년 《리걸리 블론드》 - 아랍왕자/로웰/판사 역
- 2013년 《그날들》 - 상구 역
- 2013년 《웨딩싱어》 - 새미 역
- 2014년 《여신님이 보고 계셔》 - 신석구 역
- 2014년 《뮤지컬 이야기쇼 이석준과 함께 10주년》(특별 출연)
- 2015년 《로기수》 - 배철식 역
- 2015년 《뮤지컬 토크 콘서트 집들이 - 포로》
- 2015년 《공동경비구역 JSA》 - 정우진 전사 역
- 2015년 《총각네 야채가게》 - 윤민 역
- 2017년 《2017 더 뮤지컬 페스티벌》
- 2023년 《그날들》 - 상구 역 (2023.7.12 ~ 2023.9.3 예술의전당 오페라극장)

## 수상 목록
- 2023년 SBS 연기대상 미니시리즈 멜로&로맨틱코미디 부문 남자 조연상